# Ruth Stout
Ruth Imogen Stout (14 giugno 1884 – 22 agosto 1980) è stata una scrittrice statunitense conosciuta per aver delineato le tecniche di orticoltura a bassa intensità lavorativa ("No-Work"), definite poi “Metodo Stout”.

## Infanzia e maturità
Ruth Imogen Stout nacque il 14 giugno 1884 a Girard (Kansas), quinta figlia di genitori quaccheri: John Wallace Stout e Lucetta Elizabeth Todhunter Stout. Suo fratello minore Rex Stout, anche lui scrittore, divenne famoso per aver creato il personaggio di Nero Wolfe.
All’età di sedici anni si unisce all’attivista Carrie Nation del “Movimento per la Temperanza” contrario all’uso di alcolici e insieme danneggiano un emporio a Topeka (Kansas). Nation viene arrestata, mentre Ruth Stout, data la giovane età, viene rilasciata, sebbene avesse attivamente partecipato ai danneggiamenti. 
All’età di 18 anni Ruth Stout si trasferisce a New York e trova impiego in periodi successivi come bambinaia, contabile, segretaria, capo reparto ed operaia. Fa anche la conferenziera, e coordina conferenze e dibattiti. Successivamente apre anche una sala da the al Greenwich Village e collabora con un illusionista itinerante.
Nel 1923 si reca in Russia come volontaria presso una missione di quaccheri in soccorso alle popolazioni oppresse dalla carestia, ed al ritorno viene invitata dal fratello ad un campo estivo di attivisti socialisti. Dopo alcune frequentazioni ed una breve relazione con uno degli esponenti del movimento, Scott Nearing, si allontana dal movimento avendone percepito le incongruenze fra idee e comportamenti. Successivamente fece una analoga esperienza in campo Liberal, che le fece definitivamente perdere interesse sui temi politici. Si sposa con Fred Rossiter nel giugno 1929 all'età di 45 anni. Rossiter, figlio di un uomo d'affari Americano, era nato in Germania nel 1882 e si era trasferito a New York nel 1894.
Nel marzo 1930, i due coniugi decidono di operare un cambiamento importante e scelgono una tenuta agricola di  55 acri (22 ha) a Poverty Hollow, un sobborgo di Redding, in Connecticut. Rossiter, uno psicologo formatosi alla Columbia, decise di coltivare la propria passione per la tornitura del legno, mentre la Stout cominciò a dedicarsi all'orticoltura, impiantando, nella primavera di quell'anno, il suo primo orto.

## Origini del metodo Stout
Nei primi anni di lavoro Ruth si adeguò a metodi di coltivazione tradizionali, ottenendo risultati alterni. In quegli anni, al principio di ogni stagione era costretta ad attendere l'arrivo di una persona con l’attrezzatura per l'aratura del campo, che immancabilmente avveniva in ritardo, sia per i frequenti problemi meccanici, sia per la scarsa puntualità del personaggio. I ritardi accorciavano la già breve stagione e mettevano alla prova la sua pazienza. Inoltre le lavorazioni manuali necessarie per impiantare e gestire un orto tradizionale le erano divenute sempre più gravose. 
Nella primavera del 1944, dopo aver seguito per anni i consigli di altri orticoltori che usavano fertilizzanti commerciali, irrorazioni velenose ed usavano rivoltare il terreno con arature e zappature, Stout decise che non avrebbe più aspettato l'uomo dell'aratro, e che non avrebbe nemmeno dissodato di propria mano. Piantò quindi semi e giovani piantine e ricoprì il terreno con del fieno, ottenendo un sorprendente successo.

## Il metodo Stout
Nei suoi scritti Stout sostiene che per avere efficacia, il suo metodo richiede un generoso strato di pacciamatura, con uno spessore di almeno 20 centimetri. Volendo iniziare un nuovo orto in un terreno povero, per il primo anno suggerisce di dissodare interrando un po' di letame, e spargendo successivamente il pacciame, che deve rimanere nell’orto durante tutto l’anno. Dopo il primo anno non è poi più necessario né dissodare né spargere compost, mentre è possibile spargere tutti gli scarti vegetali lungo i camminamenti e sulle aree seminate. Il materiale per pacciamare è principalmente fieno, ma è altrettanto valida una qualunque stratificazione di materiali adatti al compostaggio. La pacciamatura produce uno strato di humus che favorisce la germinazione dei semi ed alimenta le piantine. Per talune colture Stout suggerisce addidittura di non interrare semi e bulbi, ma di appoggiarli invece sul terreno al di sotto della pacciamatura, dove il ricco strato di humus fornisce le condizioni ottimali per una buona crescita.

## Maturità
Col progredire degli anni, Stout raffinò la propria tecnica, adottando col tempo una pacciamatura annuale che eliminava completamente gran parte delle faticose pratiche dell’orticoltura tradizionale: dalla zappatura alla sarchiatura, la concimazione e persino l'annaffiatura.  Il suo approccio minimalista la ispirò per la produzione di una lunga serie di articoli sulla rivista Organic Gardening and Farming e diversi libri. Stout scrisse utilizzando il cognome da nubile pur avendo assunto con il matrimonio il cognome del marito, Rossiter.
Suo marito Fred morì nel novembre del 1960, dopo una lunga malattia. Sua sorella Mary, che convisse con lei a Poverty Hollow per più di 40 anni, morì nell’agosto del 1977 all’età di 88 anni.

## Opere
Ruth Stout ha scritto diversi libri, sia sull'orticoltura, sia autobiografici, utilizzando uno stile diretto e scanzonato, quasi casalingo, con una narrazione che rende facile e piacevole la lettura. 
- Stout, R. (1955). How to have a Green Thumb without an Aching Back: A New Method of Mulch Gardening. New York: Exposition Press, 1955, ISBN 0-88365-144-0
- Stout, R. (1958). Company Coming: Six Decades of Hospitality, Do-It-Yourself and Otherwise. New York: Exposition Press, Reprinted by Norton Creek Press, 2012, ISBN 978-0-9819284-8-7
- Stout, R. (1960). It's a Woman's World. Garden City, NJ: Doubleday & Co.,Inc.
- Stout, R. (1962). If You Would Be Happy. Garden City, NJ: Doubleday & Co.,Inc. Reprinted by Norton Creek Press, 2016, ISBN 978-1-938099-00-7
- Stout, R. (1963). Gardening Without Work: For the Aging, the Busy & the Indolent. New York: The Devin-Adair Company, Reprinted by Norton Creek Press, 2011, ISBN 978-0-9819284-6-3. Traduzione italiana "L'Orto Senza Fatica" a cura di Gian Carlo Cappello, Marzo 2021.
- Stout, R. & Clemence, R. (1971). The Ruth Stout No-Work Garden Book: Secrets of the year-round mulch method. Emmaus, PA: Rodale Press.
- Stout, R. (1975). As We Remember Mother. New York: Exposition Press.
- Stout, R. (1975). I've Always Done It My Way. New York: Exposition Press.
- Stout, R. (1990). Don't Forget to Smile: How to Stay Sane and Fit Over Ninety. Bookstore Press, 1990, ISBN 978-0-9128462-1-7